# Deim Zubeir
Deim Zubeir ou Deim Zubeir est une ville du Soudan du Sud, dans l'État du Bahr el Ghazal occidental, située à 70 km de la frontière entre le Soudan du Sud et la République centrafricaine.